# (300013) 2006 UG72
(300013) 2006 UG72 es un asteroide perteneciente al cinturón de asteroides, descubierto el 17 de octubre de 2006 por el equipo del Mount Lemmon Survey desde el Observatorio del Monte Lemmon, Arizona, Estados Unidos.

## Designación y nombre
Designado provisionalmente como 2006 UG72.

## Características orbitales
2006 UG72 está situado a una distancia media del Sol de 2,803 ua, pudiendo alejarse hasta 3,511 ua y acercarse hasta 2,096 ua. Su excentricidad es 0,252 y la inclinación orbital 1,028 grados. Emplea 1714,83 días en completar una órbita alrededor del Sol.

## Características físicas
La magnitud absoluta de 2006 UG72 es 16,7.